# Les Ignorants
Les Ignorants, Récit d'une initiation croisée, est un album de bande dessinée autobiographique d'Étienne Davodeau publiée chez Futuropolis en 2011.

## Synopsis
Richard Leroy est un vigneron de l'Anjou, sur une exploitation proche de chez Étienne Davodeau. Richard Leroy ne connaît rien à la bande dessinée tout comme Étienne Davodeau est étranger au monde viticole. Ensemble, ils vont apprendre à mieux connaître leurs métiers réciproques durant plus d'une année.

## Analyse
« Étienne Davodeau fait le pari qu'il existe autant de façons de réaliser un livre qu'il en existe de produire du vin. Il fait le constat que l'un et l'autre ont ce pouvoir, nécessaire et précieux, de rapprocher les êtres humains. C'est le joyeux récit de cette initiation croisée que vous propose Les Ignorants. »

— Étienne Davodeau

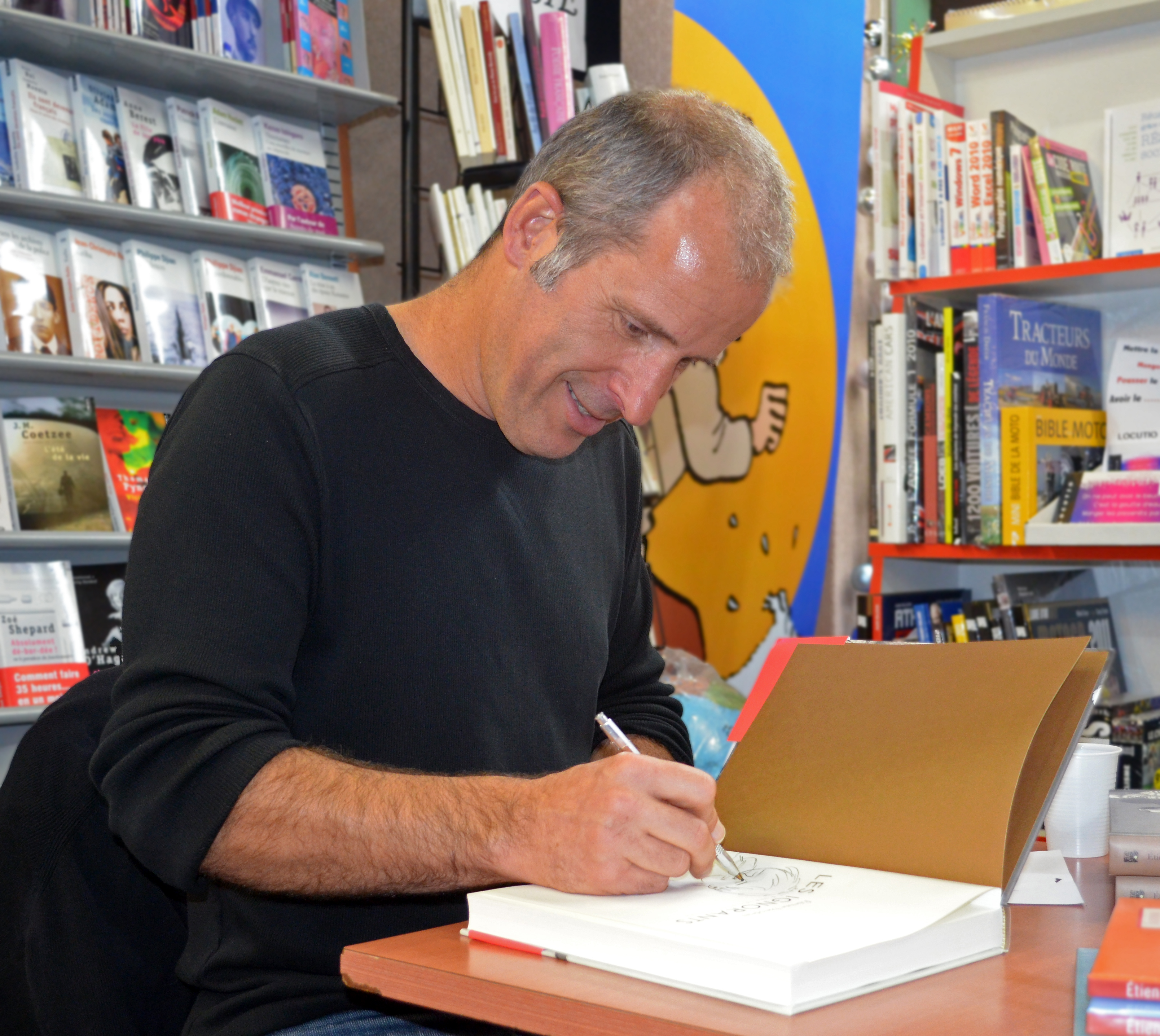
Étienne Davodeau dédicaçant Les Ignorants en 2011.

Les Ignorants présente le parcours croisé de deux amis, chacun souhaitant faire découvrir à l'autre son métier et sa passion. Étienne Davodeau en profite pour mettre en scène ses confrères Jean-Pierre Gibrat, Marc-Antoine Mathieu, Emmanuel Guibert, et pour visiter le festival Quai des Bulles ou les Rencontres BD de Bastia. De son côté, Richard Leroy lui fait découvrir le travail de la vigne, notamment à travers la biodynamie.

## Distinctions
- Sélection Officielle Festival d'Angoulême 2012